# بلانديني دانسيتي
بلانديني دانسيتي (بالفرنسية: Blandine Dancette) مواليد 14 فبراير 1988 في فرنسا، هي لاعبة كرة يد فرنسية تلعب كجناح أيمن. مثلت منتخب فرنسا لكرة اليد للسيدات. شاركت في دورة الألعاب الأولمبية الصيفية سنة 2012.

## سجل المنافسة
شاركت في البطولات التالية:
- الألعاب الأولمبية الصيفية 2012
- الألعاب الأولمبية الصيفية 2016
- بطولة العالم لكرة اليد للسيدات 2011
- بطولة أوروبا لكرة اليد للسيدات 2012

## الميداليات
| الميدالية | المسابقة                            |
| --------- | ----------------------------------- |
| فضية      | الألعاب الأولمبية الصيفية 2016      |
| فضية      | بطولة العالم لكرة اليد للسيدات 2011 |

## روابط خارجية
- بلانديني دانسيتي على موقع الاتحاد الأوروبي لكرة اليد (الإنجليزية)
- بلانديني دانسيتي على موقع اللجنة الأولمبية الدولية (الإنجليزية)
- بلانديني دانسيتي على موقع أوليمبيديا (الإنجليزية)
- بلانديني دانسيتي على موقع اللجنة الأولمبية الفرنسية (مؤرشف) (الفرنسية)